# عبد الحميد صبرة
 عبد الحميد صبرة (1924-2013) أستاذ تاريخ علوم وتكنولوجيا مصري، متخصص في تاريخ علم البصريات والعلم الإسلامي في العصور الوسطى.
ولد لعائلة متوسطة الحال وكان الطفل الوحيد، بعد أن درس في المدرسة القبطية المحلية تحصل على منحة لدراسة الفلسفة في جامعة الإسكندرية، تتلمذ على علماء مثل يوسف كرم وأبو العلا عفيفي ثم تحصل عام 1950 على منحة من الحكومة المصرية لدراسة فلسفة العلوم في كلية لندن للاقتصاد وحصل على درجة الدكتوراه في عام 1955 تحت إشراف كارل بوبر عن أطروحة في علم البصريات في القرن السابع عشر.
درّس في جامعة الإسكندرية بين عامي 1955-1962، ثم في معهد فاربورغ بين عامي 1962-1972، وفي جامعة هارفارد من عام 1972 حتى تقاعده في عام 1996.
في بحثه حول «الاعتماد وتطوير العلوم اليونانية على أيدي المسلمين في العصور الوسطى»، جادل نظريات بيير دويم التي تقول بأن الثقافة الإسلامية استقبلت وترجمت العلوم اليونانية وحافظت عليها دون أضافة أو تعديل، ولكنها استخدمتها وعدلتها بهمة، تعرف أحيانًا نظريته حول نقل العلم بين الثقافات بشكل غير رسمي باسم «نظرية صبرة».
في عام 2005، منحته جمعية تاريخ العلوم ميدالية جورج سارتون عن مجمل أعماله في تاريخ العلوم. توفي عبد الحميد صبرة في 18 ديسمبر 2013.

## وصلات خارجية
- عبد الحميد صبرة على موقع أرشيف الشارخ.
- A. I. Sabra's bio